# 我不是药神
《我不是药神》是2018年中国大陆的一部现实主义题材剧情片，本片是坏猴子影业于2016年启动的“坏猴子72变电影计划”中的电影作品。由文牧野执导，宁浩、徐峥担任监制，徐峥、周一围、王传君、谭卓、章宇、杨新鸣、王砚辉主演。影片改编自于2015年发生的陆勇案，讲述一名印度神油店的老板从印度走私代购一种用于治疗慢性粒细胞性白血病之药物“格列宁”的仿制药的经历。电影原定于2018年7月6日在中国大陸上映，后应广大观众和院线要求，宣布提档至7月5日正式上映。
影片上映后，进一步引发了人们对中国大陸的进口药价格过高的关注。串流媒体巨头Netflix购买了《我不是药神》的全球播放权。获得第55届金马奖最佳男主角、新导演和最佳原著剧本奖，第38屆香港電影金像獎最佳两岸华语电影，以及第32届金鸡奖最佳导演处女作。

## 剧情
程勇（徐峥饰）是上海一间冷清的印度神油店老板。2002年某日在邻居的引荐下，白血病患者吕受益（王传君饰）登门拜访，请他从印度带回一批仿製藥。程勇深知走私贩售药物是非法的，但此时的他已经陷入了经济困难，前妻曹玲（龚蓓苾饰）正在争取儿子的全部抚养权，要带儿子移民国外，老父亲做手术急需钱。于是，程勇毅然决定踏上走私的道路。
瑞士诺瓦公司（影射现实中的瑞士诺华公司）生产的治疗慢性粒细胞性白血病的分子靶向药物“格列宁”（影射现实中的药物伊马替尼，中文商品名为“格列卫”）药价为人民币四万左右一瓶，而程勇售卖的印度仿制药只需人民币五千元且药效相同。程勇在懂流利英語的病友劉牧師（楊新鳴飾）協助下取得印度藥廠的中國代理權，又得女兒患病的劉思慧（譚卓飾）相助在病友QQ群中成功推廣新藥，並聘請了來自貴州農村的青年病患彭浩（章宇飾）協助打理雜務，連同呂受益共五人，將走私贩售药物的生意越做越大，程勇亦因此解決了自身的經濟問題，而很多上海的白血病患者也因此取得平價藥物。
在瑞士诺瓦中国分公司的要求之下，上海警方开始严查市场上流通的仿制药，程勇的前妻舅曹斌（周一圍飾）受命嚴查。某次得知有病友吃到無效假藥後（张长林的“德国纳米格列宁”），程勇等人在大群病友面前踢破假藥販子張長林（王硯輝飾）的騙局，張長林反以告發程勇非法售賣仿制药作要脅，並提出以兩年賣藥所得為回报接手程勇的藥品事業；擔心坐牢以及出于家庭因素的考虑，程勇將取得仿制药的渠道告知張長林，自己不再售卖仿制药，他在喝散伙酒時告知其他四名賣藥伙伴，張長林接手後將賣一瓶一萬元，但給這些伙伴的價格仍維持一瓶三千元。
一年后，吕受益的妻子（王佳佳飾）前來程勇開設的紡織工廠，程勇才得知張長林後來將药價漲到一瓶兩萬，不滿的病友因此不配合掩護造成張長林的生意被警察抄了，大批病患已無藥可用多時。呂受益後來不願當家人包袱而自杀，再加上病友恳求，程勇決定再次售卖仿制药，定價一瓶五百。在逃的張長林找上程勇，程勇給了他三十萬封口費，不久張長林落網，但並未供出程勇。曹斌在追查過程中漸漸對病友產生同情，後來得到線報去碼頭攔截假藥，在那裡彭浩為協助程勇擺脫警方而撞車身亡，程勇深受打擊，曹斌也隱約發現自己本來看不起的前姊夫涉入了賣藥救人事件。
诺瓦公司发现了仿制药又在市场上流传，通过法律程序关停了制造仿制药的印度藥厂。印度藥廠願意購回先前已出貨到印度藥局的藥品再出口給程勇，但價格已變成一瓶兩千的零售價；程勇決定自己貼錢也不漲價，還透過QQ開放外省病友訂購。程勇在機場把兒子送去外國與母親居住，彷彿沒了後顧之憂而全力投入救命事業；一次在被警察攔查時，程勇用車擋住警察去向，掩護其他病友運藥，但最後還是都被逮捕。程勇经审理被判处有期徒刑五年。入狱途中几千名被他帮助过的病人夾道目送，最后程勇獲得减刑，坐牢三年后在曹斌的迎接下出狱。片尾字幕顯示国家已将格列宁列为医保药物，并下达了一系列政策，让多數省分的病人可以以低廉的价格吃到正版药。

## 演员
| 演员   | 角色       | 简介                                                   | 备注                 |
| 徐峥   | 程勇       | 上海一間印度神油店的老闆。                             | 聯合寧浩一同擔任監製 |
| 周一围 | 曹斌       | 警察，曹玲弟弟，程勇前小舅子，负责查处仿制药格列宁案。 |                      |
| 王传君 | 吕受益     | 重症病患，最早给程勇提议卖药，最后因病痛折磨而自杀     |                      |
| 谭卓   | 刘思慧     | 钢管舞女，病友QQ群群主，女儿为小病患。                 |                      |
| 章宇   | 彭浩       | 病患，在上海的贵州凯里打工仔。                         |                      |
| 杨新鸣 | 刘牧师     | 新教牧师，程勇的英文翻译。                             |                      |
| 王砚辉 | 张长林     | 假药贩子。                                             |                      |
| 贾晨飞 | 警察       |                                                        |                      |
| 王佳佳 | 吕受益妻子 |                                                        |                      |
| 李乃文 | 医药代表   | 瑞士诺瓦公司的代表。                                   |                      |
| 龚蓓苾 | 曹玲       | 程勇前妻，曹斌姐姐。                                   |                      |
| 宁浩   | 房东       |                                                        |                      |
| 苇青   | 老奶奶     | 向警察诉苦的老年病患。                                 |                      |
| 张子贤 | 律师       |                                                        |                      |

## 制作
2015年2月，本片编剧之一韩家女从央视节目《今日说法》之《救命的“假”药》中得到灵感，完成了剧本初稿，后得到导演宁浩赏识，将剧本交予文牧野开拍。在剧本初稿中，男主角程勇也是白血病患者，监制和导演进行了改动，添加了黑色幽默的部分，增加了刘牧师、彭浩、刘思慧等角色。
影片原名《印度药神》，后更名《中国药神》，最终定名《我不是药神》，于2017年3月15日正式开机拍摄，6月16日宣布杀青。

## 原声资料
| 名称               | 作曲 | 编曲   | 作词 | 演唱者                   |
| ------------------ | ---- | ------ | ---- | ------------------------ |
| 主题曲《只要平凡》 | 黄超 | 黄超   | 格格 | 张杰、张碧晨             |
| 宣传曲《生如夏花》 | 朴树 | 肖伯涵 | 朴树 | 徐峥、王传君、谭卓、章宇 |
| 插曲《药神之歌》   | 黄超 | 黄超   | 格格 | 宁浩、文牧野、黄超       |

## 发行
2018年4月9日，影片宣布定档7月6日。先导预告于发布4月12日，由于口碑反响不俗最终提前至7月5日上映。6月16日，电影在上海国际电影节举行发布会，又于电影节期间举办千人点映观影活动。
2018年7月3日，影片发布IMAX版海报。
2018年7月5日，影片在中国大陆以IMAX、中国巨幕、4DX、STARX和MX4D等形式上映
2019年7月22日，台灣代理片商發布新聞稿，指為不讓影迷繼續等下去，決定在自家網站影音平台獨家放映，25日晚上將在線上舉行會員與貴賓專屬的獨家首映。

## 票房
截止2018年7月9日，该片票房累计达15.38亿元。7月8日，上映第4天票房突破10亿。7月13日，上映第9天票房超过20亿人民币，成为第11部破20亿的影片。7月26日，上映第22天票房达到30亿，为第五部破30亿的电影。最终累计31.00亿元人民币，票房最高时总额位列中国内地影史票房前五。现为中国内地影史票房第九名。
| 上一届： 《动物世界》 | 2018年中国内地一周票房冠军 第27－29週 | 下一届： 《西虹市首富》 |

## 獎項及提名
| 年份   | 颁奖典礼               | 奖项             | 受奖者               | 结果 |
| ------ | ---------------------- | ---------------- | -------------------- | ---- |
| 2018年 | 第55屆金馬獎           | 最佳劇情長片     | 《我不是藥神》       | 提名 |
| 2018年 | 第55屆金馬獎           | 最佳男主角       | 徐崢                 | 獲獎 |
| 2018年 | 第55屆金馬獎           | 最佳新導演       | 文牧野               | 獲獎 |
| 2018年 | 第55屆金馬獎           | 最佳男配角       | 章宇                 | 提名 |
| 2018年 | 第55屆金馬獎           | 最佳原著劇本     | 韓家女、鍾偉、文牧野 | 獲獎 |
| 2018年 | 第55屆金馬獎           | 最佳造型設計     | 李淼                 | 提名 |
| 2018年 | 第55屆金馬獎           | 最佳剪輯         | 朱琳                 | 提名 |
| 2018年 | 第14届中国长春电影节   | 最佳青年男配角奖 | 王传君               | 獲獎 |
| 2019年 | 第38屆香港電影金像獎   | 最佳兩岸華語電影 | 《我不是藥神》       | 獲獎 |
| 2019年 | 第10届中国电影导演协会 | 年度男演员奖     | 王传君               | 獲獎 |
| 2019年 | 第32届中国电影金鸡奖   | 最佳故事片       | 《我不是藥神》       | 提名 |
| 2019年 | 第32届中国电影金鸡奖   | 最佳男主角       | 徐崢                 | 提名 |
| 2019年 | 第32届中国电影金鸡奖   | 最佳男配角       | 王传君               | 提名 |
| 2019年 | 第32届中国电影金鸡奖   | 最佳男配角       | 章宇                 | 提名 |
| 2019年 | 第32届中国电影金鸡奖   | 最佳导演处女作   | 文牧野               | 獲獎 |
| 2019年 | 第32届中国电影金鸡奖   | 最佳编剧         | 韓家女、鍾偉、文牧野 | 提名 |
| 2019年 | 第32届中国电影金鸡奖   | 最佳美术         | 李淼                 | 提名 |
| 2019年 | 第32届中国电影金鸡奖   | 最佳剪輯         | 朱琳                 | 提名 |
| 2023年 | 第18屆中國電影華表獎   | 优秀故事片       | 《我不是藥神》       | 提名 |

## 评价
有影评人认为这部电影是中国大陸电影近年来现实主义批判题材影片的佳作，体现出电影审查制度的进步。被一些媒体称为中国版的《达拉斯买家俱乐部》（Dallas Buyers Club）。
该片在豆瓣评分高达9.0，跻身豆瓣250top movies，排行80（截至2022/1/10,排行38）。时光网的评分则为8.8。

## 社会影响
2018年7月12日，路透社引述印度贸易促进机构的一名官员称，中国大陸可能很快批准进口印度生产的仿制药。
2018年7月18日，国务院总理李克强就电影《我不是药神》引发舆论热议作出批示，要求有关部门加快落实抗癌药降价保供等相关医疗改革措施。

## 註解
1. ↑  原唱者为朴树、宣传曲引用自2003年朴树的第二张同名个人专辑的收录曲目。
2. ↑  北京壞猴子文化產業發展有限公司；花滿山（上海）影業有限公司；北京真樂道文化傳播有限公司；歡歡喜喜（天津）文化投資有限公司；北京京西文化旅游股份有限公司；北京乾坤星宇文化發展有限公司；北京唐德國際電影文化有限公司；霍爾果斯壞猴子影視文化傳播有限公司